# Haderslebener Erklärung
Die Haderslebener Erklärung ist das Ergebnis einer Zusammenkunft von Haderslebener Bürgern, die der deutschen Minderheit in Nordschleswig/Dänemark angehörten, dem Nationalsozialismus aber ablehnend gegenüberstanden. Diese trafen sich in der Zeit der Besetzung Dänemarks durch deutsche Truppen am 11. November 1943 im Haus des Tabakfabrikanten Matthias Hansen. Über die vom „Haderslebener Kreis“ festgelegten grenzpolitischen  Prinzipien fertigte Friedrich Prahl, deutscher Pastor in Hadersleben, eine Niederschrift an, deren Inhalt nach Kriegsende 1945 zur Grundlage der Satzungen des Bundes Deutscher Nordschleswiger werden sollte, der Dachorganisation der Deutschen Minderheit in Nordschleswig. 

## Mitglieder des „Haderslebener Kreises“
- Rechtsanwalt Sophus Erichsen
- Großkaufmann Peter Frees
- Pastor Friedrich Imanuel Prahl
- Bankdirektor Christian Danielsen
- Fabrikant Matthias Hansen

## Wortlaut der Haderslebener Erklärung
„den 11. November 1943.

Als deutsche Männer, die an ihrem Volkstum und ihrer Kultur unter allen Umständen festhalten, bekennen wir uns zur demokratischen Staatsform. Das haben wir durch unsere persönliche Haltung, soweit uns das bei der politischen Situation der letzten Jahre möglich war, bewiesen.

Wir erstreben ein gutes Verhältnis zu unseren dänischen Mitbürgern, das nur auf gegenseitigem Vertrauen aufgebaut werden kann und sich auf eine absolute Loyalität gründen muß.

Wir meinen, daß dieses Ziel bei dem hohen kulturellen Stand der nordschleswigschen Bevölkerung dänischer und deutscher Prägung erreicht werden kann, weil wir 1. gleicher Rasse und Religion sind, 2. uns in der gleichen Liebe zu unserer Heimat Nordschleswig finden, 3. unsere beiden Kulturen viele sich gegenseitig befruchtenden Wechselwirkungen aufweisen.

Die absolute Loyalität ist folgendermaßen zu verstehen:

Als Prinzip unserer Haltung schicken wir voraus: Das Recht des Lebens ist stärker als Postulate und Dogmen der Historie. Das recht des Lebens muß deswegen vor den Postulaten der Geschichte von beiden Seiten grundsätzlich als unbedingt bindend anerkannt werden. Das muß sich nach zwei Seiten auswirken:

1. der alte Grenzstreit, das alte ‚up ewich ungedeelt‘, das unsere nordschleswigsche Heimat immer wieder beunruhigt und zerrissen hat, hört ein für alle mal auf, weil wir das Lebens- und Bestimmungsrecht des dänischen Volkstums (85 Prozent Dänen und 15 Prozent Deutsche) im Raum zwischen der alten Königsaugrenze und der jetzigen Grenze anerkennen. Die jetzige Grenze besteht zu Recht. Ein Grenzproblem git es nicht mehr. Das werden wir zu gegebener Zeit öffentlich vertreten.

2. Auch der deutschen Minderheit gegenüber muß das Recht des Lebens gelten. Die geschichtliche Entwicklung ist nun einmal dahin gegangen, daß es im  Raume des jetzigen Nordschleswigs 15 Prozent Deutsche gibt, die zum weitaus größten Teil hier bodenständig sind, im Boden ihrer Heimat wurzeln und sie lieben. Das ist eine organische Entwicklung, die man nicht durch irgendwelche Gewaltexperimente abreagieren kann. So glauben wir nicht, daß eine sogenannte reine Grenze durch gegenseitiges Evakuieren erreicht wird. Durch Gewaltmaßnahmen läßt sich überhaupt kein Grenzproblem lösen.

Wir meinen, daß, wo immer sich zwei Völker begegnen, es dort zu einer lebendigen Bereicherung der beiden Volksgruppen kommen muß. Das ist das Recht und die Pflicht des Lebens. Wo das im gegenseitigen Vertrauen und gegenseitiger Achtung und Ritterlichkeit geschieht, wird das Leben im Grenzland – befruchtet von beiden Kulturen – nicht Lebenshemmung, sondern Lebensbereicherung. Die Loyalität uns gegenüber muß also darin bestehen, daß die Minderheit in Nordschleswig als organisch gewachsen anerkannt wird, man dem durch entsprechende Gesetzgebung auch für die Zukunft Rechnung trägt. Das heißt, Freiheit in unserem kulturellen Leben in Kirche und Schule, Versammlungsfreiheit und politische Freiheit im Rahmen der oben aufgezeichneten grundsätzlichen Haltung.

Wir erstreben kulturelle Autonomie in dem Sinne, daß wir unser kulturelles Leben von uns aus mit eigener Kraft und der uns vom Herbergsstaat gesetzlich zuerkannten Beihilfe gestalten.

Bei den guten Möglichkeiten in unserem Grenzland glauben wir, daß bei beiderseitigem guten Willen alle deutsch-dänischen Grenzspannungen sich lösen werden, und das unser Beispiel hier im Norden für die Lösung aller Grenzprobleme, die sich durch den kommenden Frieden im europäischen Raum zeigen werden, bahnbrechend werden kann.“